# Perlesreut

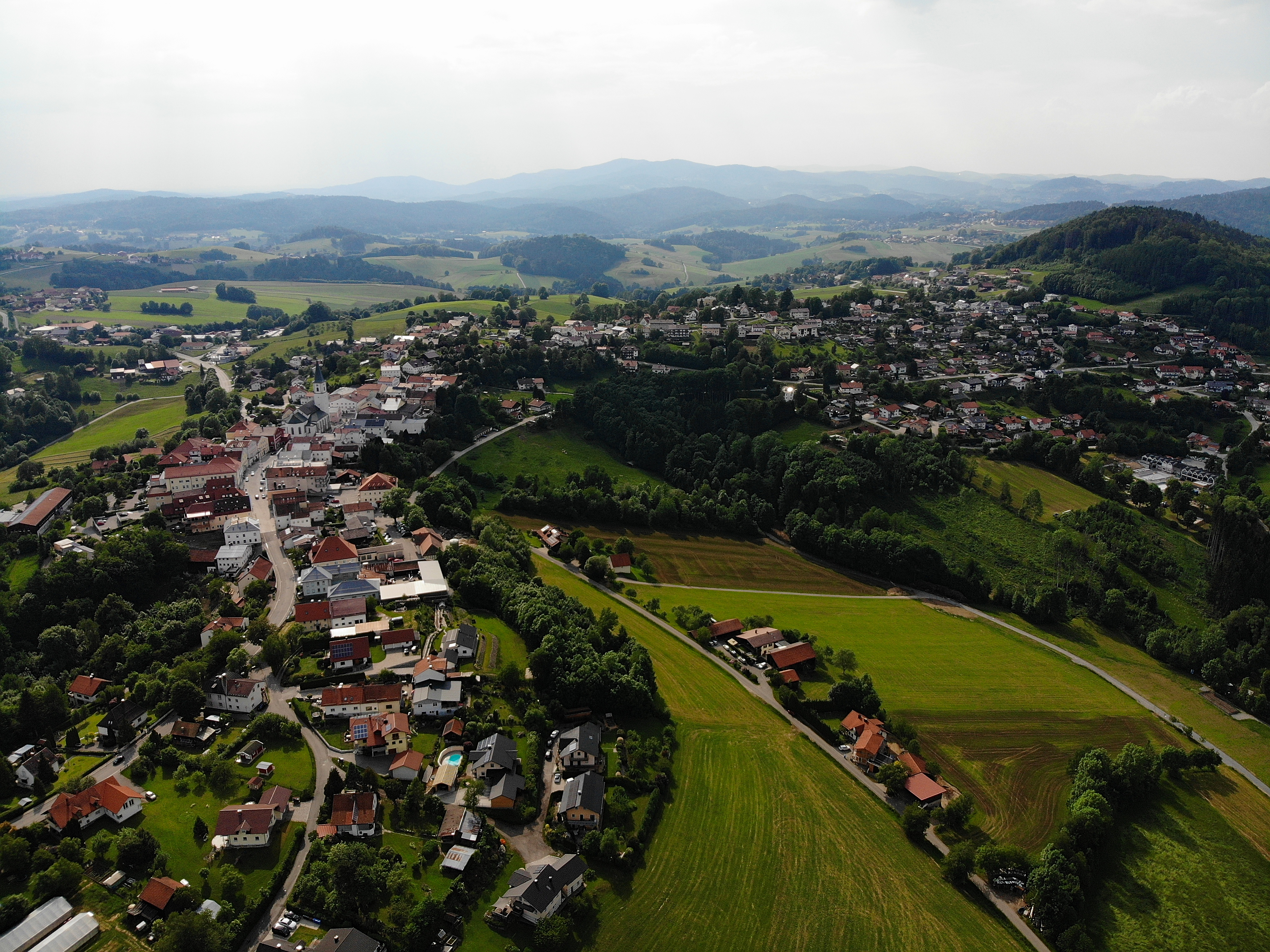
Luftaufnahme des Hauptorts Perlesreut (2021)

Perlesreut ist ein Markt im niederbayerischen Landkreis Freyung-Grafenau. Die Gemeinde ist Mitglied der Verwaltungsgemeinschaft Perlesreut. Perlesreut ist ein staatlich anerkannter Erholungsort. Bis 1875 war die Schreibweise Perlesreuth.

## Geografie

### Geografische Lage
Der Markt liegt in der Region Donau-Wald im Bayerischen Wald zwischen den Flusstälern der Ilz und der Ohe. Perlesreut befindet sich jeweils zwölf Kilometer von Grafenau und Freyung entfernt, zur B 85 nach Tittling sind es zehn Kilometer, bis zur A 3 (Ausfahrt Aicha vorm Wald) 25 km, nach Waldkirchen 16 km und nach Passau (über Fürsteneck) 30 km.

### Nachbargemeinden
| - Witzmannsberg - Tittling - Saldenburg - Grafenau | - Ringelai - Fürsteneck - Röhrnbach |

### Gemeindegliederung
Es gibt 31 Gemeindeteile (in Klammern ist der Siedlungstyp angegeben):
- Biberbach (Dorf)
- Bibereck (Dorf)
- Eisenbernreut (Dorf)
- Ellersdorf (Dorf)
- Empertsreut (Dorf)
- Göschlmühle (Weiler)
- Hammermühle (Weiler)
- Hangalzesberg (Dorf)
- Hatzerreut (Dorf)
- Heiblmühle (Einöde)
- Hirtreut (Dorf)
- Hötzerreut (Dorf)
- Kirchberg (Weiler)
- Kirchleiten (Dorf)
- Kumpfmühle (Einöde)
- Lindberg (Dorf)
- Marchetsreut (Dorf)
- Maresberg (Dorf)
- Marktberg (Einöde)
- Messerschmidmühle (Einöde)
- Nebling (Weiler)
- Niederperlesreut (Dorf)
- Oberanschiessing (Dorf)
- Perlesreut (Hauptort)
- Prombach (Dorf)
- Rentpoldenreuth (Dorf)
- Rodlhof (Einöde)
- Scharrmühle (Weiler)
- Unteranschiessing (Weiler)
- Waldenreut (Dorf)
- Wartberg (Einöde)

Es gibt die Gemarkungen Niederperlesreut, Perlesreut, Praßreut, Waldenreut, Haus im Wald, Heinrichsreit und Marchetsreut.

## Geschichte

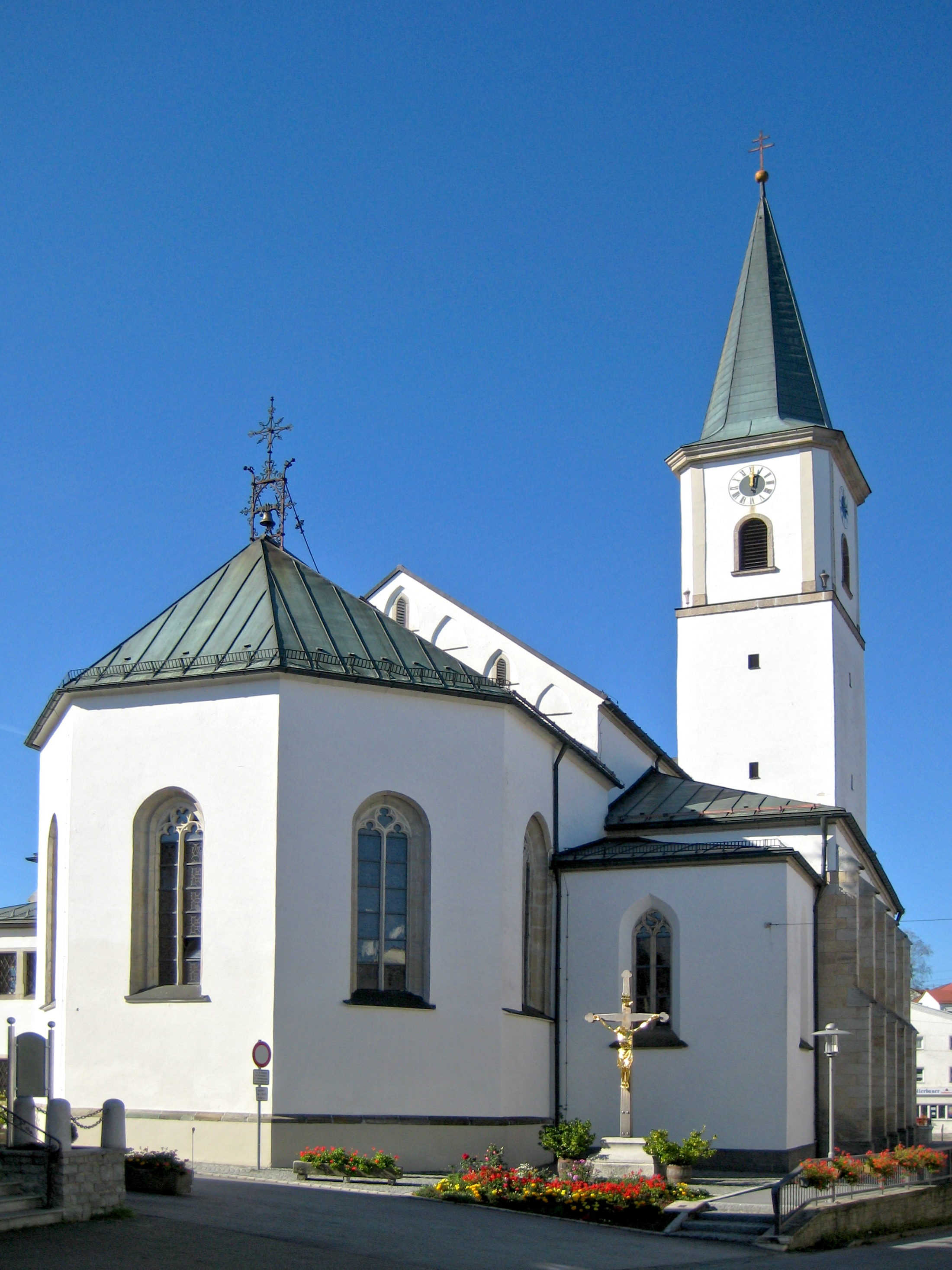
Kirche von Perlesreut

### Bis zur Gemeindegründung
Reste des ehemaligen Schlosses stammen aus dem 11. Jahrhundert. Perlesreut(h) war seit mindestens 1150 die Urpfarrei für das umliegende Gebiet. Zwischen etwa 1250 und 1350 erfolgte die Anlage des Marktes nach der Markterhebung durch die Bischöfe von Passau, zu deren Hochstift Passau der Ort zusammen mit dem umliegenden Abteiland (ursprünglich des Klosters Niedernburg) seit dem Anfang des 13. Jahrhunderts gehörte. Weil er nicht an einem der wichtigen Handelswege nach Böhmen lag, sondern als Binnenhandelszentrum des Abteilandes fungierte, blieb der Markt relativ klein. Brände der Jahre 1728, 1828, 1833, 1874 zerstörten einen Teil der historischen Bausubstanz.
Der Markt, der weitgehende Eigenrechte genoss, wurde 1803 mit dem größten Teil des Hochstiftsgebietes zugunsten Erzherzogs Ferdinand von Toskana säkularisiert und fiel erst 1805 an Bayern. Im Zuge der Verwaltungsreformen in Bayern entstand mit dem Gemeindeedikt von 1818 die heutige Gemeinde, die sich ursprünglich auf den Marktort selbst beschränkte.

### Gebietsreform
Im Zuge der Gebietsreform in Bayern wurde am 1. Januar 1971 die Gemeinde Waldenreut eingegliedert. Am 1. Januar 1972 kam Niederperlesreut hinzu. Am 1. Januar 1978 folgten Gebietsteile der aufgelösten Gemeinde Haus im Wald mit den Orten Bibereck, Rentenpoldenreuth und Scharrmühle und am 1. Mai 1978 Teile der Gemeinde Kumreut.
Die Verwaltungsgemeinschaft Perlesreut wurde zum 1. Mai 1978 aus den Gemeinden Fürsteneck, Perlesreut und Ringelai gebildet. Zum 1. Januar 1994 wurde die Gemeinde Ringelai aus der Verwaltungsgemeinschaft entlassen.

### Einwohnerentwicklung
Zwischen 1988 und 2018 wuchs der Markt von 2675 auf 2876 um 201 Einwohner bzw. um 7,5 %.
Einwohnerentwicklung in der Gemeinde Perlesreut unter Berücksichtigung der Eingemeindungen:
| Jahr      | 1840 | 1871 | 1900 | 1925 | 1939 | 1950 | 1961 | 1970 | 1987 | 1991 | 1995 | 2000 | 2005 | 2010 | 2015 |
| Einwohner | 2015 | 2309 | 2318 | 2348 | 2471 | 3146 | 2395 | 2657 | 2686 | 2925 | 3021 | 3001 | 2976 | 2905 | 2871 |

### Schmalzlerfest
In Anlehnung an die Geschichte des Schnupftabaks und die frühere wirtschaftliche Bedeutung für den Markt wird jeweils am dritten Wochenende im Juli in Perlesreut das „Schmalzlerfest“ veranstaltet. Höhepunkt dieses Festes ist der sonntägliche Schnupferwettbewerb, auch überregional schon bekannt durch Rundfunk- und Fernsehberichte. Jedermann kann mitwirken, ob bereits Schnupftabakkonsument oder Neuling, selbst Urlaubsgäste machen dabei „keine schlechte Figur“. Das Schmalzlerfest wird von weiteren Attraktionen, zum Beispiel einem großen Pferdemarkt und Hubschrauberrundflügen umrahmt.

## Politik

### Marktgemeinderat
Die Gemeinderatswahlen seit 2014 ergaben folgende Stimmenanteile bzw. Sitzverteilungen:

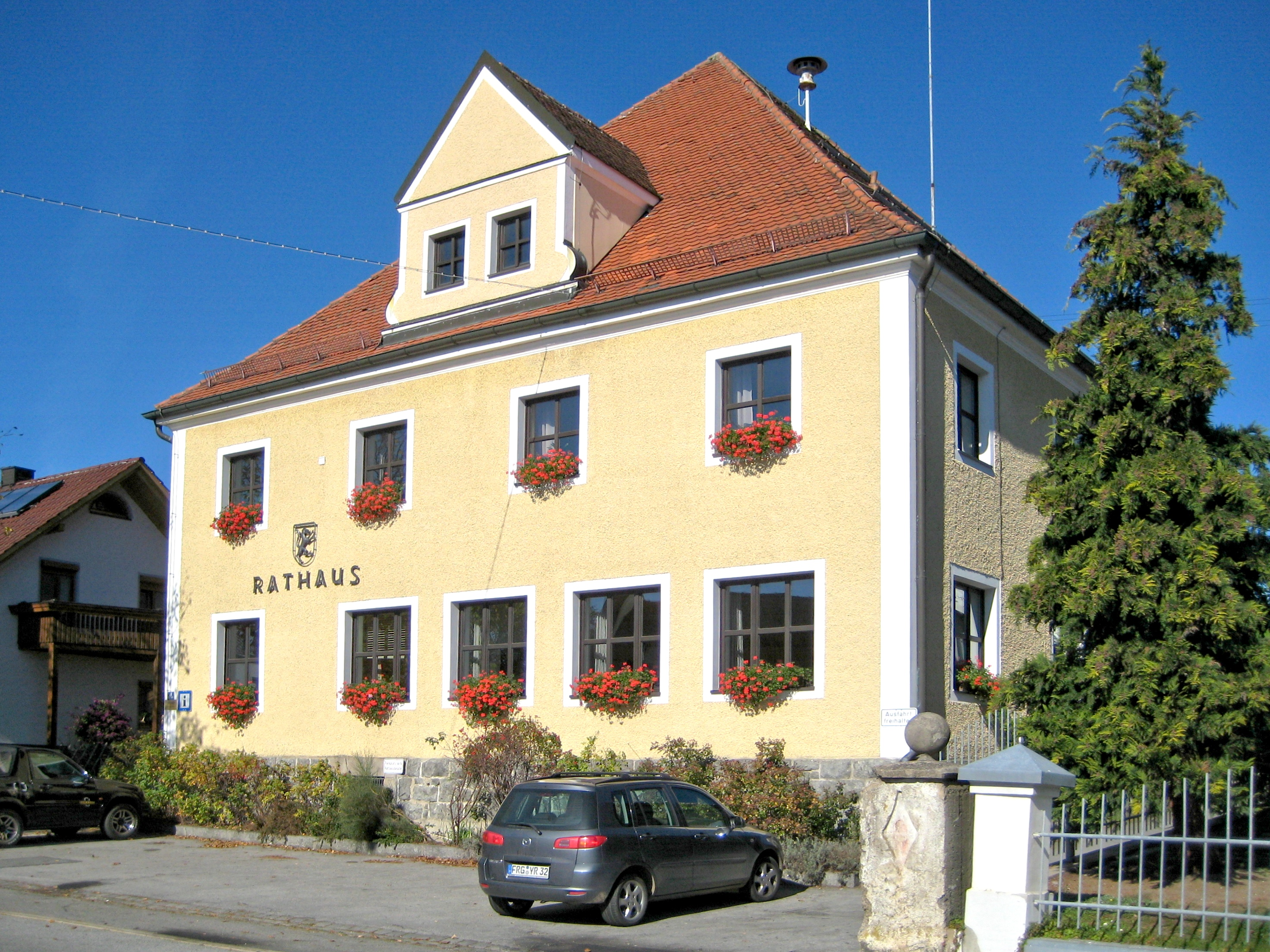
Rathaus von Perlesreut

| Partei/Liste                         | 2020  | 2014 | 2014  |
| Partei/Liste                         | Sitze | %    | Sitze |
| ------------------------------------ | ----- | ---- | ----- |
| CSU                                  | 7     | 47,8 | 7     |
| Christliche Freie Wählerunion (CFWU) | 6     | 52,2 | 7     |
| Grüne                                | 1     | –    | –     |
| Wahlbeteiligung                      |       | 62,0 | 62,0  |

### Bürgermeister
Erster Bürgermeister ist seit 2019 Gerhard Poschinger (CSU). Sein Vorgänger war seit 2002 Manfred Eibl (CFWU), der bei der Kommunalwahl 2008 ohne Gegenkandidat mit 92,62 % der gültigen Stimmen gewählt wurde. Bei der Kommunalwahl 2014 wurde er mit 93,0 % der gültigen Stimmen im Amt bestätigt. Bei der Landtagswahl am 14. Oktober 2018 wurde er über die Liste der Freien Wähler im Wahlkreises Niederbayern in den Bayerischen Landtag gewählt.

### Finanzen
Im Jahr 2014 betrugen die Gemeindesteuereinnahmen 1.626.000 €, davon waren 461.000 € Gewerbesteuereinnahmen (netto).

## Wappen
| Wappen von Perlesreut | Blasonierung: „In Silber ein linksgewandter, steigender, roter Wolf, beide Vordertatzen erhoben.“ |
| Wappen von Perlesreut |                                                                                                   |

## Wirtschaft und Infrastruktur

### Wirtschaft
Es gab 2009 nach der amtlichen Statistik im produzierenden Gewerbe 198 und im Bereich Handel und  Verkehr 89 sozialversicherungspflichtig Beschäftigte am Arbeitsort. In sonstigen Wirtschaftsbereichen waren am Arbeitsort 115 Personen sozialversicherungspflichtig beschäftigt. Sozialversicherungspflichtig Beschäftigte am Wohnort gab es insgesamt 977. Im verarbeitenden Gewerbe gab es einen Betrieb, im Bauhauptgewerbe sieben Betriebe. Im Jahr 2007 bestanden 75 landwirtschaftliche Betriebe mit einer Betriebsgröße von zwei Hektar oder mehr, die eine landwirtschaftlich genutzte Fläche von 1630 ha bewirtschafteten; davon waren 387 ha Ackerfläche und 1243 ha Dauergrünland.

### Bildung
Es gibt folgende Einrichtungen (Stand 2015):
- In zwei Kindertageseinrichtungen mit insgesamt 91 genehmigten Plätzen werden 69 Kindern von insgesamt 16 Personen betreut und gefördert.
- In der Volksschule werden 184 Schüler in 9 Klassen von 14 Lehrern unterrichtet (Schuljahr 2014/15).

## Persönlichkeiten
- Anton Bogenstätter (* 1899 in Perlesreut; † 1981), Jurist, Politiker (CSU), Landrat des Landkreises Grafenau
- Karl Fuchs (* 1920 in Empertsreut; † 1989 in Passau), Gymnasiallehrer und Politiker (CSU), Mitglied des Landtages, Bundestages und Europäischen Parlaments
- Manfred Eibl (* 1960 in Perlesreut), Maschinenbauer, Politiker (Freie Wähler), Bürgermeister, Mitglied des Bayerischen Landtags